# مبادرة الرئيس لمكافحة الملاريا
مبادرة الرئيس لمكافحة الملاريا، هي مبادرة من حكومة الولايات المتحدة الأمريكية للسيطرة على الملاريا والقضاء عليها، حيث تعد هذه الأخيرة من بين الأسباب العالمية الرئيسية للوفاة المبكرة والإعاقة. تم إطلاق هذه المبادرة في الأصل من قبل الرئيس الأمريكي جورج دبليو بوش في عام 2005، واستمرت بعد ذلك مع كل رئيس أمريكي متعاقب.
| مبادرة رئيس الولايات المتحدة الأمريكية لمكافحة الملاريا             |
| ------------------------------------------------------------------- |
| برنامج الصحة العالمية للحكومة الأمريكية                             |
| سنة الانطلاق 2005                                                   |
| الوكالة المنفذة الوكالة الأمريكية للتنمية، مركز السيطرة على الامراض |
| المسؤولون الرئيسيون منسق الملاريا العالمي بالولايات المتحدة         |
| البلدان التي تم التركيز عليها 24(+3 برامج في منطقة الميكونج الكبرى) |
| الميزانية 732 مليون دولار (السنة المالية 2017)                      |

تم تأسيس مبادرة الرئيس لمكافحة الملاريا في الأصل بهدف «تقليل الوفيات المرتبطة بالملاريا بنسبة %50 عبر 15 دولة مثقلة بالأعباء في أفريقيا جنوب الصحراء الكبرى». وقد توسعت المبادرة منذ ذلك الحين لتشمل 24 دولة موبوءة بالملاريا في أفريقيا جنوب الصحراء الكبرى و3 دول أخرى في منطقة الميكونج الكبرى في جنوب شرق آسيا، كما أنها تسعى إلى زيادة تخفيف عبء الملاريا ومساعدة البلدان في تحقيق القضاء عليها.
تعمل مبادرة الرئيس لمكافحة الملاريا عن كثب مع البرامج الوطنية لمكافحة الملاريا والشركاء العالميين، بما في ذلك منظمة الصحة العالمية، دحر الملاريا، والصندوق العالمي. أدت الجهود العالمية لمكافحة الملاريا، التي قادتها إلى حد كبير مبادرة رئيس و.م.أ لمكافحة الملاريا، إلى خفض معدل الوفيات بسبب الملاريا بأكثر من %60، وحفظ ما يقارب 7 ملايين شخص، ومنع أكثر من مليار حالة إصابة بالملاريا بين عامي 2000 و2015. كما أن المبادرة تدعم حاليا الوقاية من الملاريا ومكافحتها لأكثر من 500 مليون شخص معرض للخطر في أفريقيا.

## تاريخ
أذن قانون القيادة الأمريكية ضد فيروس نقص المناعة البشرية/الإيدز، والسل والملاريا لعام 2003 في البداية للحكومة الأمريكية بتوفير 5 سنوات من تمويل الملاريا للشركاء الثنائيين والصندوق العالمي. تم إطلاق مبادرة الرئيس لمكافحة الملاريا لاحقا من قِبل الرئيس جورج دبليو بوش في عام 2005. وفي عام 2008، تم إعادة ترخيص المبادرة لمدة 5 سنوات أخرى لتستفيد بذلك من التمويل بموجب قانون لانتوس-هايد، الذي دعا أيضًا إلى تطوير إستراتيجية أمريكية شاملة لمكافحة الملاريا، أحدث نسخة منها هي إستراتيجية الولايات المتحدة العالمية لمكافحة الملاريا 2015-2020. والتي كانت بمثابة عنصر رئيسي في مبادرة الصحة العالمية، وهو جهد مدته ست سنوات بقيمة 63 مليار دولار اقترحه الرئيس أوباما في مايو 2009.

## تمويل
تعد حكومة الولايات المتحدة، بما في ذلك مبادرة الرئيس لمكافحة الملاريا، أكبر مصدر دولي لتمويل الملاريا. بلغت ميزانية المبادرة للسنة المالية 2007 723 مليون دولار.
| عدد الدول التي تم التركيز عليها | الميزانية       | السنة المالية |
| 3                               | 30 مليون دولار  | 2006          |
| 7                               | 154 مليون دولار | 2007          |
| 15                              | 296 مليون دولار | 2008          |
| 15                              | 300 مليون دولار | 2009          |
| 15                              | 500 مليون دولار | 2010          |
| 19 (ومنطقة الميكونج)            | 578 مليون دولار | 2011          |
| 19 (ومنطقة الميكونج)            | 604 مليون دولار | 2012          |
| 19 (ومنطقة الميكونج)            | 608 مليون دولار | 2013          |
| 19 (ومنطقة الميكونج)            | 619 مليون دولار | 2014          |
| 19 (ومنطقة الميكونج)            | 619 مليون دولار | 2015          |
| 19 (ومنطقة الميكونج)            | 621 مليون دولار | 2016          |
| 24                              | 723 مليون دولار | 2017          |

## بنية وإدارة
مبادرة الرئيس لمكافحة الملاريا هي مبادرة مشتركة بين الوكالات يشرف عليها المنسق العالمي لمكافحة الملاريا في الولايات الأمريكية بالتشاور مع فريق استشاري مشترك بين الوكالات يتألف من ممثلين من الوكالة الأمريكية للتنمية الدولية ومراكز مكافحة الأمراض واتقائها ووزارة الخارجية ووزارة الدفاع ومجلس الأمن القومي ومكتب الإدارة والميزانية. وتقود هذه المبادرة الوكالة الأمريكية للتنمية وتنفذ بالتعاون مع مركز مكافحة الأمراض. بالإضافة إلى الموظفين المتمركزين في الولايات الأمريكية في مقر الوكالة الأمريكية للتنمية الصناعية، تحتفظ مبادرة رئيس و.م.أ لمكافحة الملاريا بمستشارين مقيمين من كلا البلدين.

## دول
توفر مبادرة الرئيس لمكافحة الملاريا حاليا دعما مباشرا لـ 24 دولة «تم التركيز عليها» و3 برامج إضافية في منطقة الميكونج الكبرى في جنوب شرق آسيا. في وقت إطلاقها في عام 2005، قدمت المبادرة الدعم لثلاث دول فقط: أنجولا وتنزانيا وأوغندا. تمت إضافة أربعة بلدان إضافية (ملاوي والموزمبيق ورواندا والسنغال) في العام التالي. وبحلول عام 2007، كانت المبادرة قد أضافت بنين وإثيوبيا وغانا وكينيا وليبيريا ومدغشقر ومالي وزامبيا - وبذلك وصل العدد الإجمالي للبلدان التي تم التركيز عليها إلى المجموع المتوخي أصلا وهو 15 دولة ذات أعباء عالية.
في عام 2010، أضافت مبادرة رئيس و.م.أ لمكافحة الملاريا جمهورية الكونغو الديمقراطية ونيجيريا وغينيا وزيمبابوي ومنطقة الميكونج الفرعية.
في عام 2017، بتمويل إضافي من الكونغرس، توسعت المبادرة في 5 دول أخرى: بوركينا فاسو والكاميرون وكوت ديفوار والنيجر وسيراليون.

## نتائج
تشير التقديرات إلى أن مبادرة الرئيس لمكافحة الملاريا قد منعت 185 مليون حالة إصابة بالملاريا وحوالي مليون حالة وفاة بين عامي 2005 و2017. وعلى الصعيد العالمي، انخفض معدل وفيات الملاريا بأكثر من 60٪ بين عامي 2000 و2015. وقد ارتبط وجود برنامج المبادرة في بلد ما أيضا بانخفاض كبير في جميع وفيات الأطفال دون الخامسة من العمر.